# Prieuré de Mouthier-Haute-Pierre
Le prieuré de Mouthier-Haute-Pierre est un ancien prieuré bénédictin, situé sur la commune de Mouthier-Haute-Pierre dans le département français du Doubs. Le prieuré est aujourd'hui une propriété privée.

## Histoire
La date de sa fondation n'est pas connue avec exactitude. Il aurait été fondé par saint Eustache, abbé de l'abbaye de Luxeuil aux environs de 618. Le prieuré est mentionné dès 870 dans les actes concernant le partage de Lothaire. Il est à cette date présenté comme un des plus importants de Bourgogne,. Le prieuré est rattaché à l'abbaye de Cluny en 1120. Le monastère est reconstruit au XIIIe siècle,.
En 1493, le comté de Bourgogne est réintégré au Saint-Empire romain germanique, ce qui va procurer à la région une période de paix qui favorisera le développement de la région.
Le prieur de Mouthier, Antoine Perrenot de Granvelle le restaure au XVIe siècle et fait construire le bâtiments des religieux. En 1719, l'église subit un incendie et est reconstruite vers 1724. En 1793, l'église est en partie détruite et le reste de l'abbaye est vendue comme bien national.
Les vestiges de l'église, le cloître et l'ensemble des bâtiments des anciens quartiers des religieux et du prieur sont inscrits aux monuments historiques depuis le 14 octobre 1996.

## Architecture

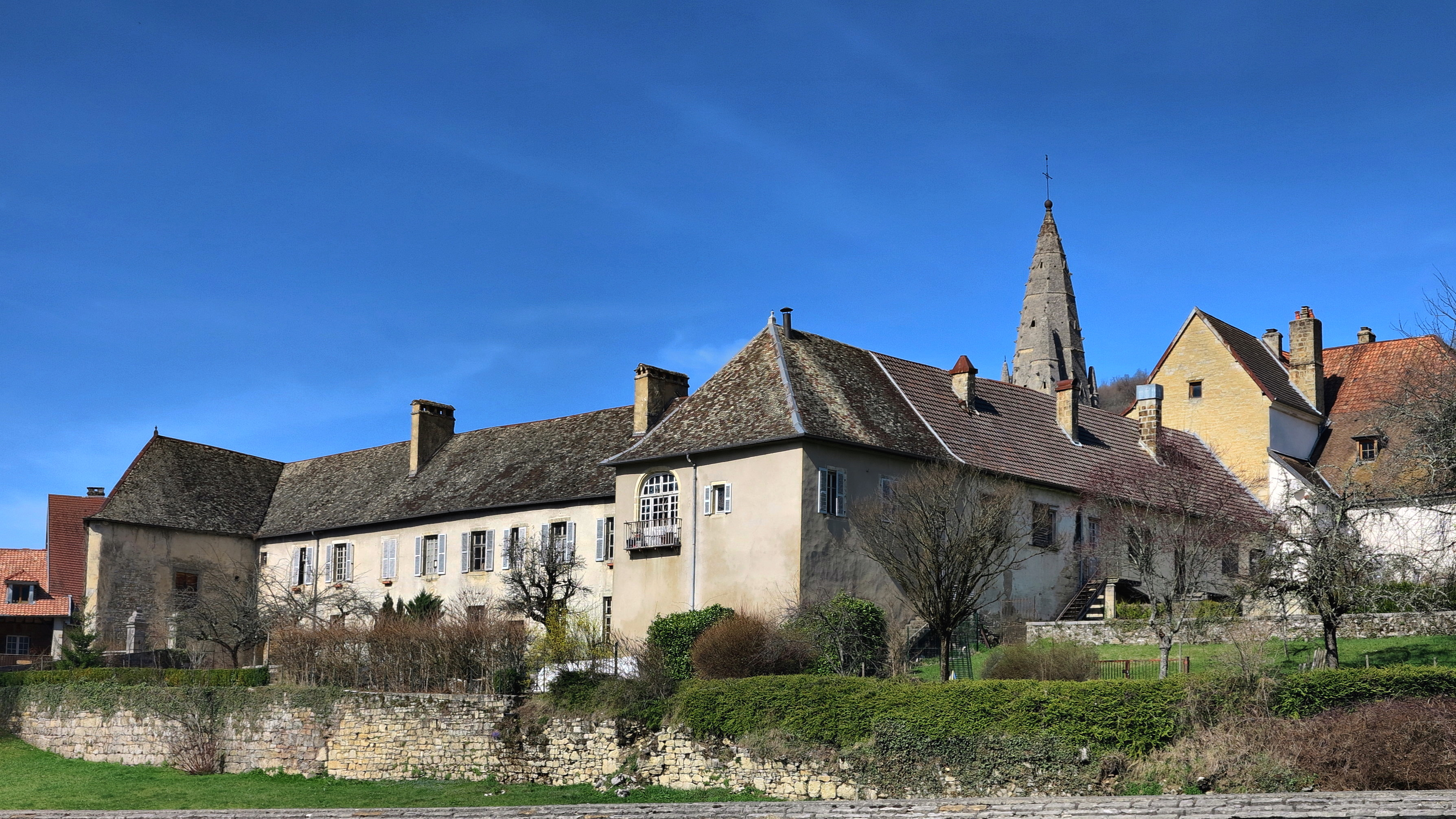
Façade sud du prieuré.

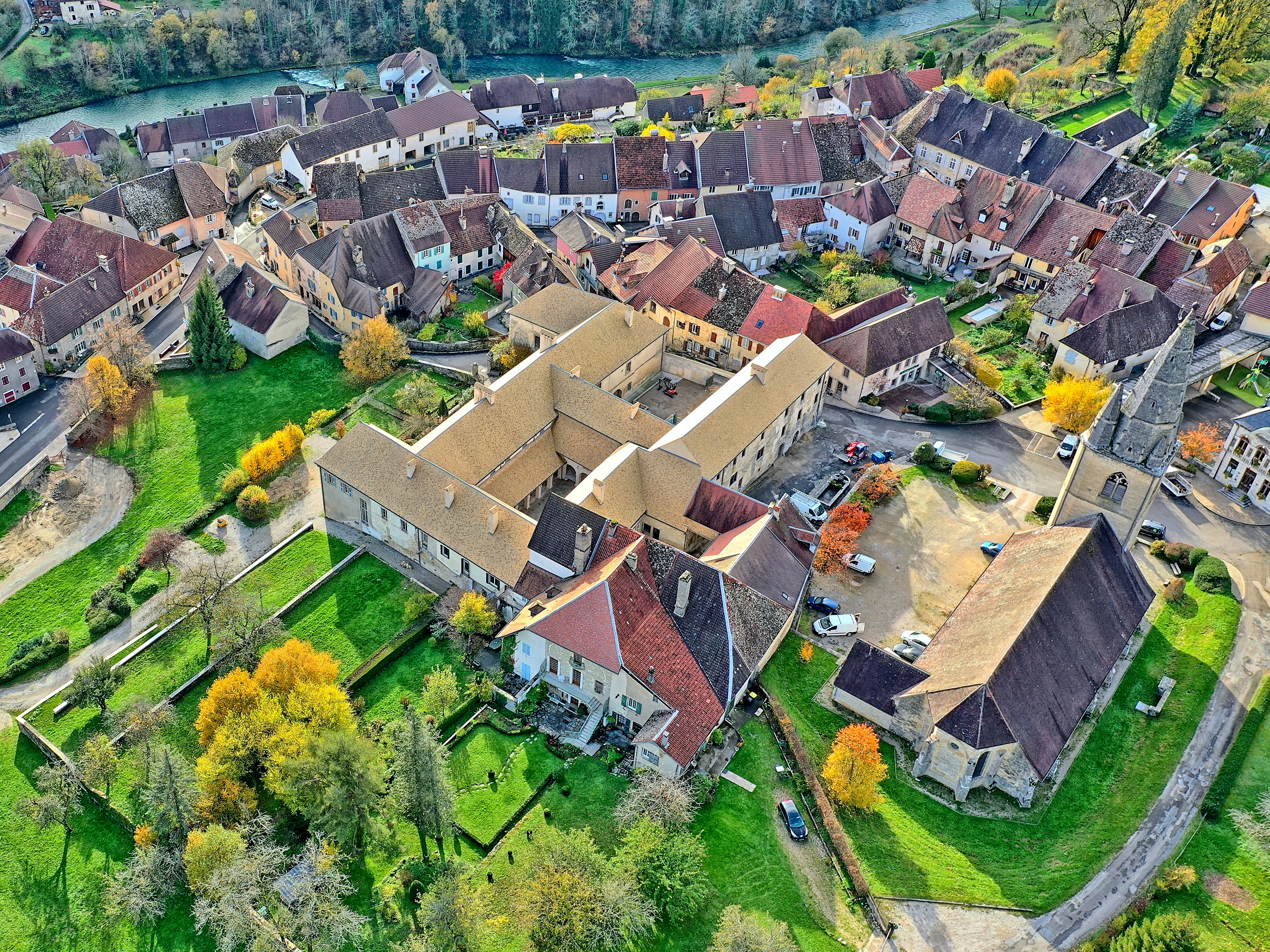
Vue aérienne du prieuré.

### Église prieurale
Sous le vocable de Saint Pierre, il n'en reste aujourd'hui que des vestiges.
Elle fut en grande partie détruite en 1793 et vendue comme bien national. Les cloches furent démontées et fondues. La chaire très ouvragée qu'elle contenait, se trouve maintenant dans l'église paroissiale Saint Laurent.

### Bâtiments conventuels
Le prieuré se présente sous la forme de deux grands bâtiments rectangulaires parallèles longs de 50 m environ, orientés est-ouest, enserrant :
- côté est : un petit cloître carré de 20 mètres sur 10, bordé sur 3 côtés d'arcades et fermé à l'est par un bâtiment comprenant une vaste cave et le chapitre vouté d'ogives.
- côté ouest : une cour de 20 mètres sur 20, ouverte côté rue, qui dessert, au nord le quartier prieural dit "quartier Granvelle", au sud le quartier des Hôtes.

Ces deux cours sont séparées par un petit bâtiment dit "quartier Pletteret".
Des anciens quartiers des moines, qui furent restaurés sous Antoine Perrenot de Granvelle, il reste dans quelques pièces des sols d'origine, des décors lambrissés et les trumeaux peints.

## Restauration
Racheté en 2017, le prieuré vient d'être entièrement restauré et ouvre en partie au public en juin 2025. Il présente :
- un espace muséal d'une cinquantaine de toiles dédié aux grands peintres comtois des XIXe et XXe siècles comme Émile Isenbart, Robert Fernier, Antonin Fanart, Jules-Émile Zingg entre autres. Wikimedia Commons présente d’autres illustrations sur une partie de la collection de tableaux..
- un parcours de visite qui permet de découvrir la cour prieurale, le cloître, la salle du chapitre, les caves voutées en pierres de tuf et les jardins.

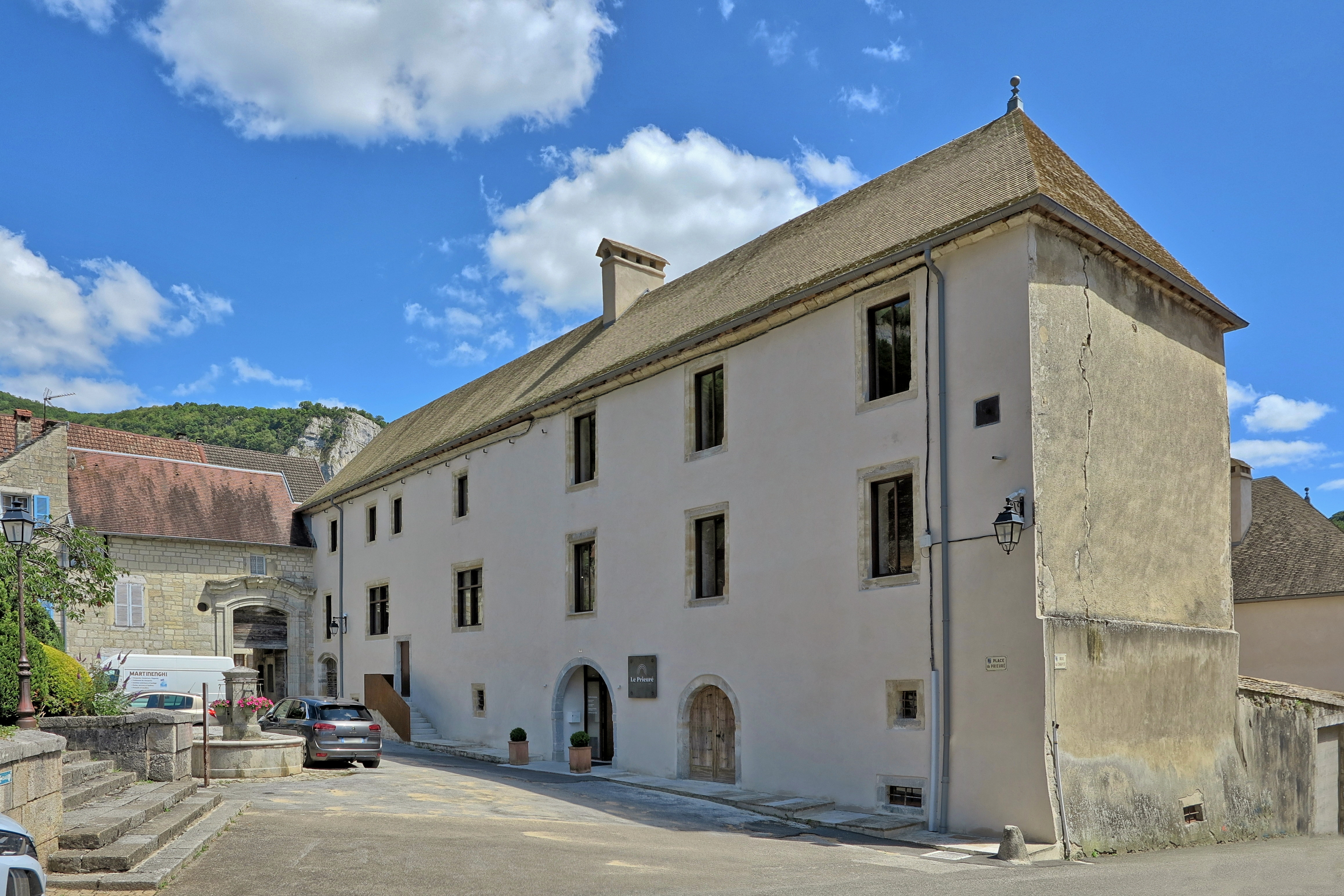
Façade nord avec entrée musée.
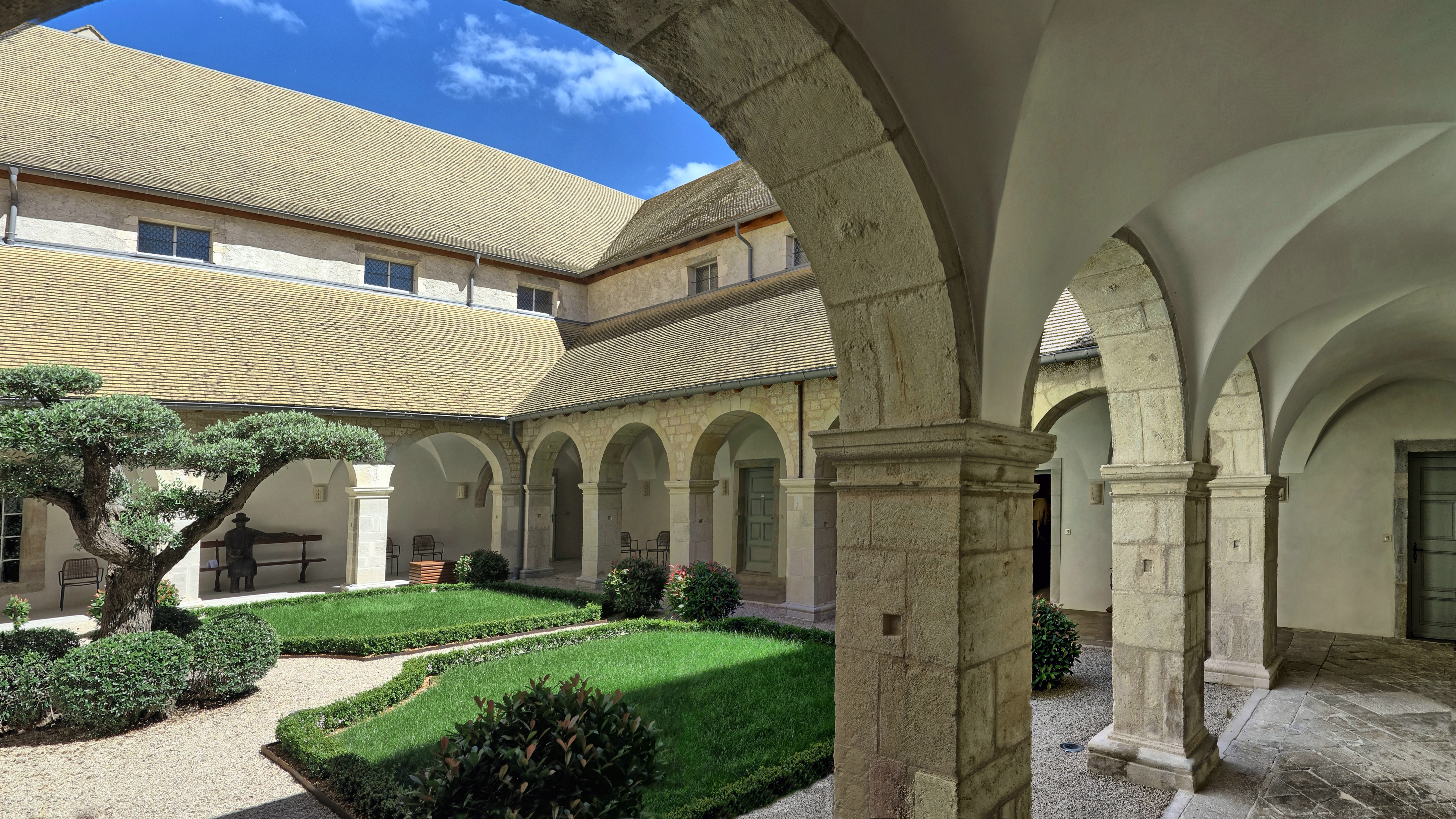
Le cloître restauré.
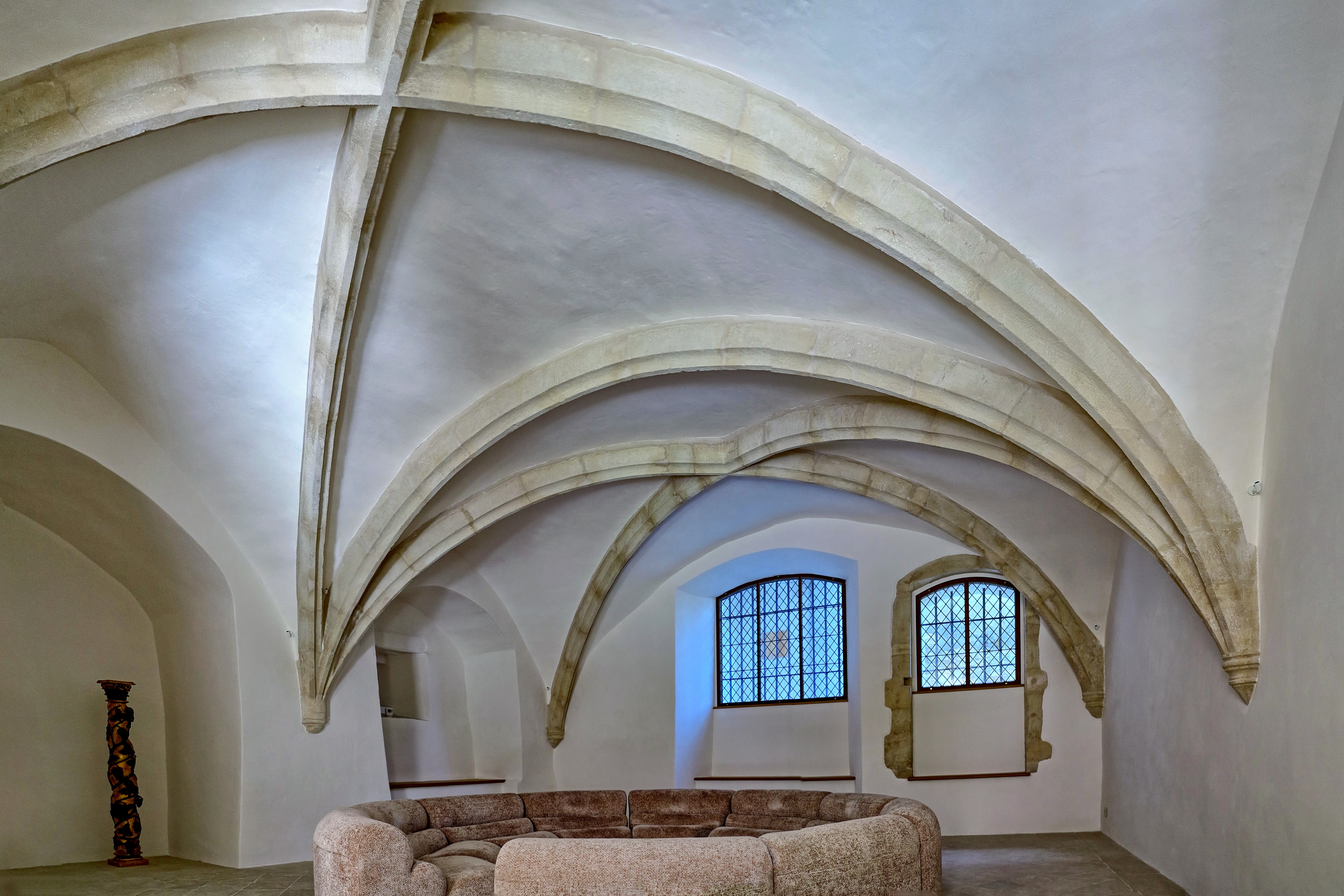
La salle du chapitre.
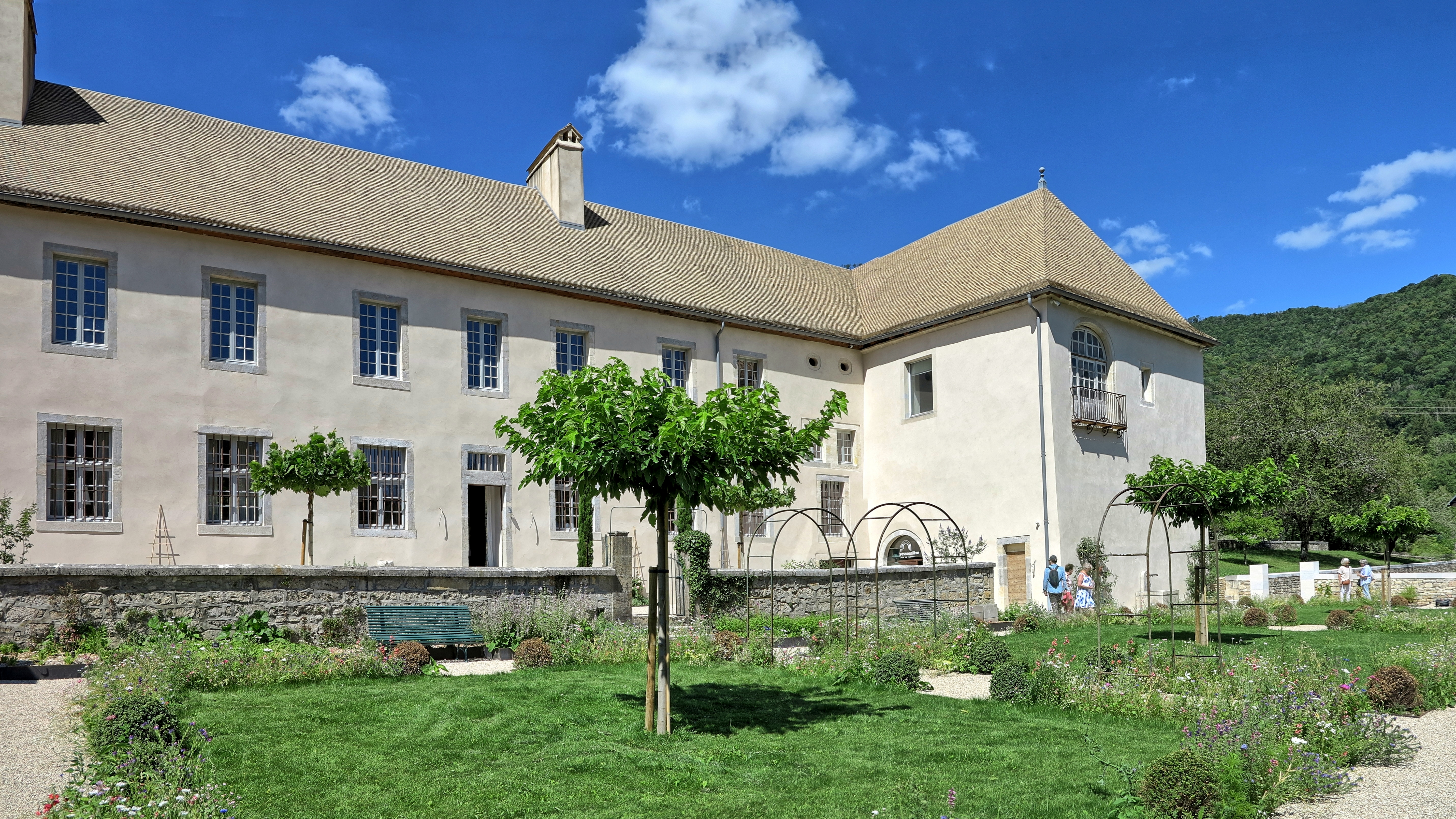
La façade sud avec les jardins.

## Propriétés, dépendances, bénéfices
- terres et vignes autour de l'abbaye, données par la Maison de Montgesoye au Xe siècle

## Prieurs
(liste non exhaustive)
- 1365  - Aymé de Montmartin ; il affranchit les habitants en 1365.
- 1550-1581 - Antoine Perrenot de Granvelle, fait reconstruire les bâtiments en ruines.
- 1650(?)-1657 - Philippe-Emmanuel de Montfort, abbé de Lieu-Croissant, nommé par Philippe IV à la suite de ses services pendant la Guerre franco-espagnole, mourut en 1657[5].

## Religieux connus
- 1537 - Antoine Perrenot de Granvelle est nommé coadjuteur du monastère. Il a 20 ans